# Unité urbaine de Cognac
L'unité urbaine de Cognac est une unité urbaine française centrée sur la ville de Cognac, une des sous-préfectures de la Charente, au cœur de la deuxième agglomération urbaine du département.

## Données générales
En 2010, selon l'INSEE, l'unité urbaine de Cognac était composée de six communes, toutes situées en Charente, dans l'arrondissement de Cognac. 
En 2020, l'INSEE a procédé à une révision des périmètres urbains des unités urbaines de la France. Celle de Cognac est demeurée inchangée. Elle garde les mêmes délimitations de  celles de 2010 avec six communes. 
En 2022, avec 26 284 habitants,  elle représente la 2e unité urbaine du département de la Charente, se classant après l'unité urbaine d'Angoulême qui occupe le 1er rang dans le département et qui en est la préfecture. Elle occupe le 23e rang dans la région Nouvelle-Aquitaine.
En 2022, sa densité de population s'élève à 442 hab/km². Par sa superficie, elle ne représente que 1 % du territoire départemental mais, par sa population, elle regroupe 7,48 % de sa population.

## Délimitation de l'unité urbaine de 2020
En 2020, l'Insee a procédé à une révision des zonages des unités urbaines de la France; celle de Cognac est demeurée inchangée et est ainsi composée de six communes suivantes :
| Nom                   | Code Insee | Département | Statut       | Superficie (km2) | Population (dernière pop. légale) | Densité (hab./km2) | Modifier                                    |
| --------------------- | ---------- | ----------- | ------------ | ---------------- | --------------------------------- | ------------------ | ------------------------------------------- |
| Cognac (ville-centre) | 16102      | Charente    | ville-centre | 15,50            | 18 466 (2022)                     | 1 191              | modifier les données · modifier les données |
| Boutiers-Saint-Trojan | 16058      | Charente    | banlieue     | 7,13             | 1 393 (2022)                      | 195                | modifier les données · modifier les données |
| Châteaubernard        | 16089      | Charente    | banlieue     | 13,31            | 3 793 (2022)                      | 285                | modifier les données · modifier les données |
| Javrezac              | 16169      | Charente    | banlieue     | 3,66             | 581 (2022)                        | 159                | modifier les données · modifier les données |
| Merpins               | 16217      | Charente    | banlieue     | 10,46            | 1 082 (2022)                      | 103                | modifier les données · modifier les données |
| Saint-Brice           | 16304      | Charente    | banlieue     | 9,30             | 969 (2022)                        | 104                | modifier les données · modifier les données |

## Évolution démographique (zonage de 2020)
| 1968   | 1975   | 1982   | 1990   | 1999   | 2010   | 2015   | 2021   | 2022   |
| ------ | ------ | ------ | ------ | ------ | ------ | ------ | ------ | ------ |
| 28 874 | 29 926 | 28 524 | 27 468 | 27 042 | 26 446 | 26 408 | 26 238 | 26 284 |

## Sources et références
1. ↑  Composition communale de l'unité urbaine de Cognac selon le zonage de 2010
2. ↑  = Composition communale de l'unité urbaine de Cognac
3. ↑  « Base des unités urbaines 2020. » [zip], sur Insee (consulté le 1er janvier 2025)
4. ↑  « Population en historique depuis 1968 - Unité urbaine de Cognac. », sur Insee, 27 juin 2024 (consulté le 31 août 2024)